# Nestlinge
Die Nestlinge (Nidularia) sind eine Pilzgattung aus der Familie der Champignonverwandten. Die Gattung gehört zur Gruppe der Bauchpilze.

## Merkmale
Der kleine Fruchtkörper ist zunächst sackförmig-kugelig geformt, zuletzt schalenförmig geöffnet. Er besitzt kein verschließendes Häutchen (Epiphragma). Die Hülle (Peridie) ist dick, aus einer Schicht aufgebaut und creme- bis zimtfarben. Bei Reife reißt sie mit einem unregelmäßigen Spalt auf. Sporenpakete (Peridiolen) sind zahlreich vorhanden. Bei Reife sind sie braun. Sie sind nicht durch einen Mycelstrang (Funiculus) mit der Peridie verbunden.
Die Sporen sind ellipsoid geformt, glatt, hyalin und dickwandig. Die Hülle (Peridie) besteht aus dickwandigen, dornigen Hyphen. Die Hyphensepten besitzen keine Schnallen. Die Basidien sind schlankkeulig, zwei- bis viersporig und weisen keine Basalschnalle auf. Zystiden sind nicht vorhanden.

## Gattungsabgrenzung
Die Tiegelteuerlinge (Crucibulum) und die Teuerlinge (Cyathus) besitzen Peridiolen mit Funiculus.
Mycocalia besitzt eine weiße Peridie, die aus normalen, nicht dornigen Hyphen aufgebaut ist. Die Fruchtkörper sind außerdem deutlich kleiner. Da sie oft weniger als 1 mm groß werden, gehört die Gattung prinzipiell nicht zu den Großpilzen.

## Ökologie
Die Nestlinge wachsen als Saprobionten auf am Boden liegenden feuchten Ästen und Holzstücken, einschließlich Baumstümpfen sowie am Boden liegenden Stämmen von Laub- und Nadelbäumen. Oft sitzen sie dabei scheinbar direkt auf dem Boden.

## Systematik und Arten
Die Nestlinge gehörten früher zu den Nestlingsverwandten (Nidulariaceae) innerhalb der mittlerweile ebenfalls obsoleten Ordnung der Nestlingsartigen (Nidulariales). Die darin enthaltenen Gattungen werden mittlerweile zu den Champignonverwandten gezählt.
Die Gattung umfasst in Europa, Nordamerika und Australien bis zu 3 Arten, von denen in Europa nur der Vollgestopfte Nestling (Nidularia deformis) vorkommt.
| Nestlinge (Nidularia) |                         |                                                                |
| \| Deutscher Name \| Wissenschaftlicher Name \| Autorenzitat \| \| ----------------------- \| ----------------------- \| -------------------------------------------------------------- \| \| Vollgestopfter Nestling \| Nidularia deformis \| (Willdenow 1788 : Persoon 1801) Fries in Fries & Nordholm 1817 \| \| \| Nidularia farcta[4] 1 \| (Roth 1797) Fr. 1823 \| \| \| Nidularia pulvinata \| (Schwein. 1822) Fr. 1823 \| |                         |                                                                |
| Deutscher Name | Wissenschaftlicher Name | Autorenzitat                                                   |
| Vollgestopfter Nestling | Nidularia deformis      | (Willdenow 1788 : Persoon 1801) Fries in Fries & Nordholm 1817 |
| | Nidularia farcta 1      | (Roth 1797) Fr. 1823                                           |
| | Nidularia pulvinata     | (Schwein. 1822) Fr. 1823                                       |